# Agsartan I de Kakhètia
Agsartan I de Kakhètia (en georgià: აღსართან I) fou un rei de la dinastia bagràtida de Kakhètia del 1058 al 1084.
Agsartan I era el fill i successor de Gagik de Kakhètia. Durant tot el seu regnat, s'empra a provar de mantenir la seva independència del regne de Geòrgia no dubtant pas a sotmetre's ocasionalment a l'imperi dels seljúcides.
Des de 1060/1064, participa en la rebel·lió dels grans feudals contra Bagrat IV de Geòrgia. Aquesta rei va intentar a continuació d'imposar la seva hegemonia i va ocupar una part de la Kakhètia. Per recuperar el seu seu patrimoni, Agsartan I va acceptar el 1068 de pagar tribut i reconèixer-se vassall del sultà Alp Arslan i de prendre part a les campanyes d'aquest últim contra Geòrgia.
El 1073, va participar en la conspiració de la noblesa contra el nou rei Jordi II de Geòrgia. L'any següent, es va reconciliar amb el rei i li va donar suport en el moment de l'expedició del sultà Màlik-Xah I, fill i successor d'Alp Arslan.
Aquest últim no va desaprofitar la primera ocasió que va tenir per avivar la gelosia entre els prínceps cristians de Geòrgia. Fou així com el 1080, va fingir reconèixer els drets del rei de Geòrgia sobre Kakhètia. Agsartan I es va presentar immediatament a la cort de Màlik-Xah I i va renunciar al cristianisme per abraçar la fe musulmana. Llavors fou confirmat com rei de Kakhètia i d'Herècia i va rebre del seu sobirà turc una ajuda militar per combatre a Jordi II de Geòrgia.
Agsartan I va morir el 1084 i va deixar com successor al seu fillCiríac IV de Kakhètia